# Национальная республиканская армия (Италия)
Национа́льная республика́нская а́рмия (итал. Esercito Nazionale Repubblicano) — вооружённые силы Итальянской социальной республики в 1943—1945 годах, воевавшие на стороне стран «оси» во Второй мировой войне.

## История
25 июля 1943 года Б. Муссолини был арестован, а новое правительство Италии подписано перемирие с войсками союзников, в результате чего Италия вышла из «Оси» и объявила войну нацистской Германии и её союзникам.
12 сентября 1943 года Муссолини был освобождён немецким десантом Отто Скорцени и доставлен на север Италии, где провозгласил создание «Итальянской социальной республики», на территории контролируемой немецкими войсками. В октябре того же года правительство объявило о создании армии. Базой послужили четыре дивизии, подготовленные при немецком участии (горнопехотная «Монтероза», гренадерская «Литторио», берсальерская «Италия» и дивизия морской пехоты «Сан Марко»), позже были созданы другие различные части и соединения. Общая численность достигала порядка 800 000 человек.
Кроме армии также были созданы «национальная гвардия» и «чёрные бригады», которые, как и армия, в основном вели борьбу против итальянского сопротивления.
Количество танковых частей было небольшим, армия вооружалась в основном устаревшей техникой, по причине чего не могла сражаться на равных с силами союзников. 
В конце декабря 1944 года, совместно с немецкими войсками принимала участие в неожиданно успешной операции «Зимний шторм».
Армия прекратила своё существование после падения режима Итальянской социальной республики.

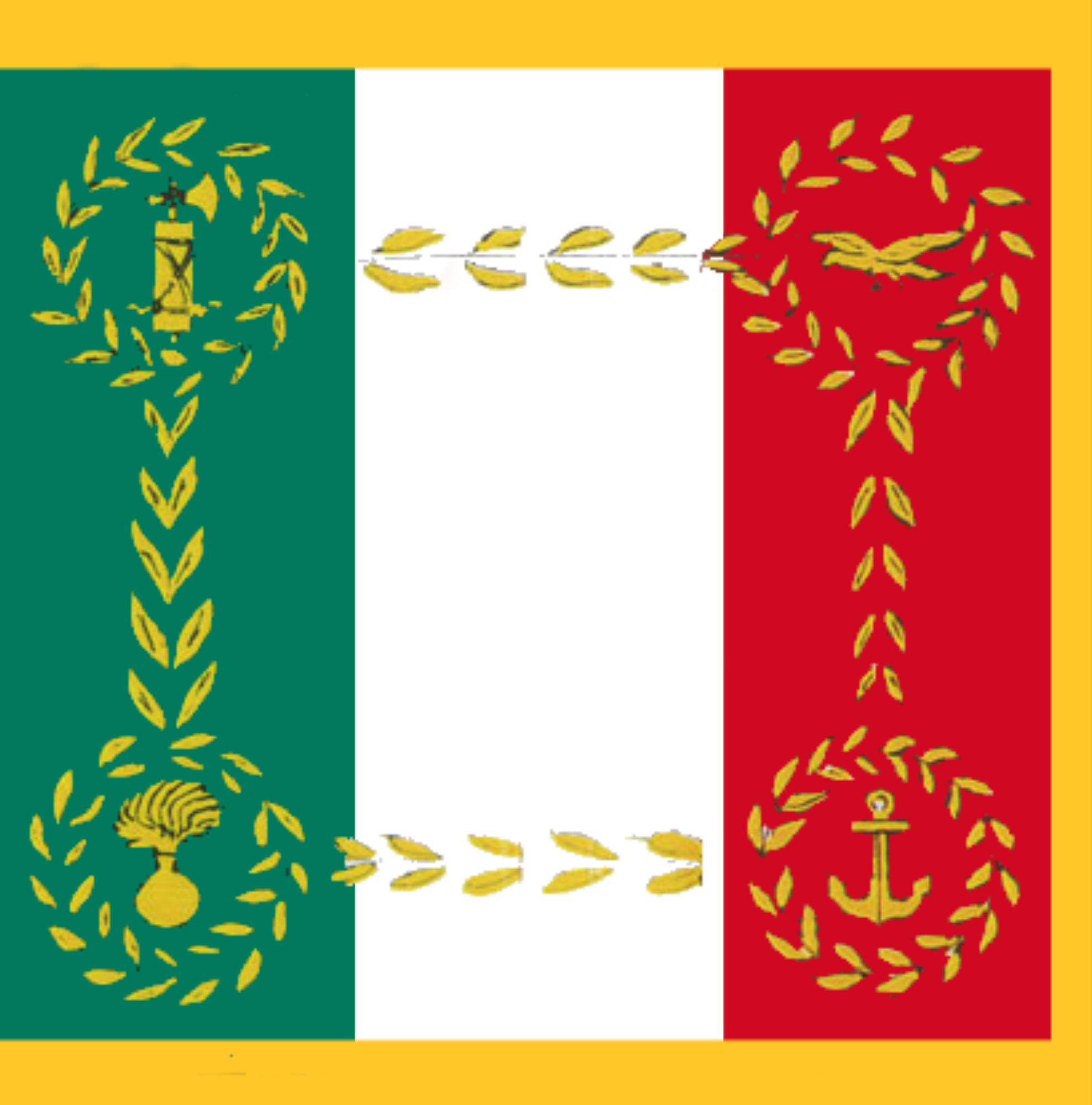
Флаг Вооружённых сил Итальянской социальной республики с 1 декабря 1943 года по 5 мая 1944 года.
Флаг вооружённых сил Итальянской социальной республики с 6 мая 1944 года по 3 мая 1945 года.
Флаг вооружённых сил Итальянской социальной республики с 6 мая 1944 года по 3 мая 1945 года.
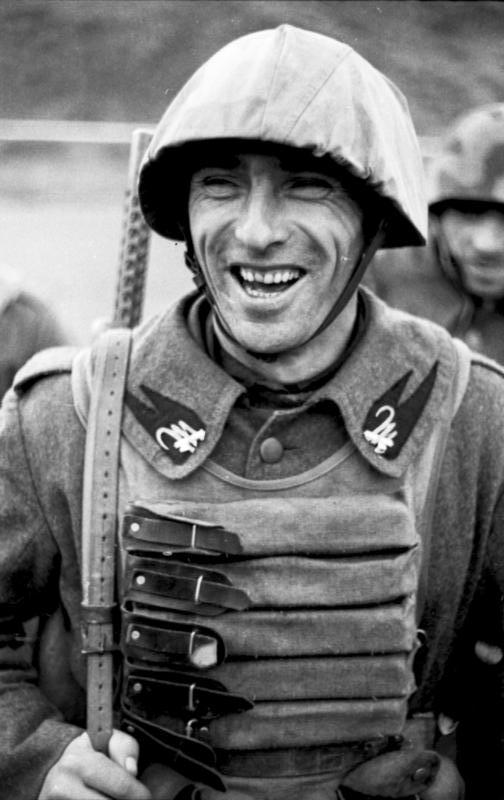
Военнослужащий штурмового батальона Республиканской национальной гвардии Итальянской социальной республики c пистолетом-пулемётом Beretta MAB 38, в шлеме образца 1933 года и жилете, 1943 год.
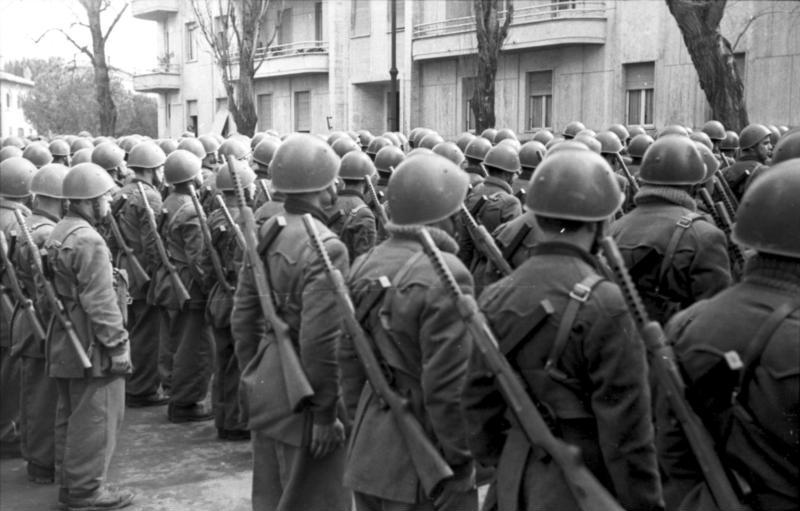
Солдаты НРА, март 1944 года.